# 1046 w polityce

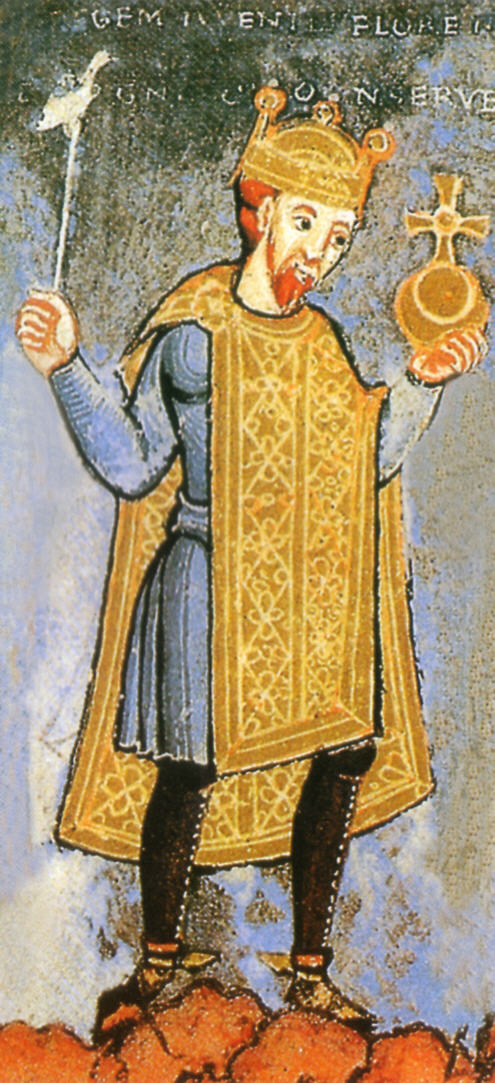
Henryk III Salicki

Wydarzenia polityczne w 1046 roku.

## Wydarzenia
- Henryk III Salicki zostaje koronowany na cesarza[1].
- Papież Grzegorz VI ustępuje z urzędu[2].
- Suidger von Morsleben zostaje papieżem[3][4].

## Urodzili się
- Matylda toskańska, margarbina Canossy[5].

## Zmarli
- Rachelin[6].